# 馬爾伊夫卡 (巴文科伏區)
49°7′21″N 36°44′50″E / 49.12250°N 36.74722°E
馬爾伊夫卡（烏克蘭語：Мар'ївка）是位於烏克蘭東部的村莊，由哈爾科夫州伊久姆區的巴爾溫科韋市鎮負責管轄。該村始建於1920年，面積0.41平方公里，海拔高度73米，2001年人口31，人口密度每平方公里76.5人。